# واسیلی تروپینین
واسیلی تروپینین (روسی: Василий Андреевич Тропинин) نقاش رمانتیسم اهل روسیه بود.وی بیشتر عمر خود را به‌عنوان یک رعیت گذراند.از معروف‌ترین آثار وی پرتره الکساندر پوشکین است.

## نگارخانه

آثار
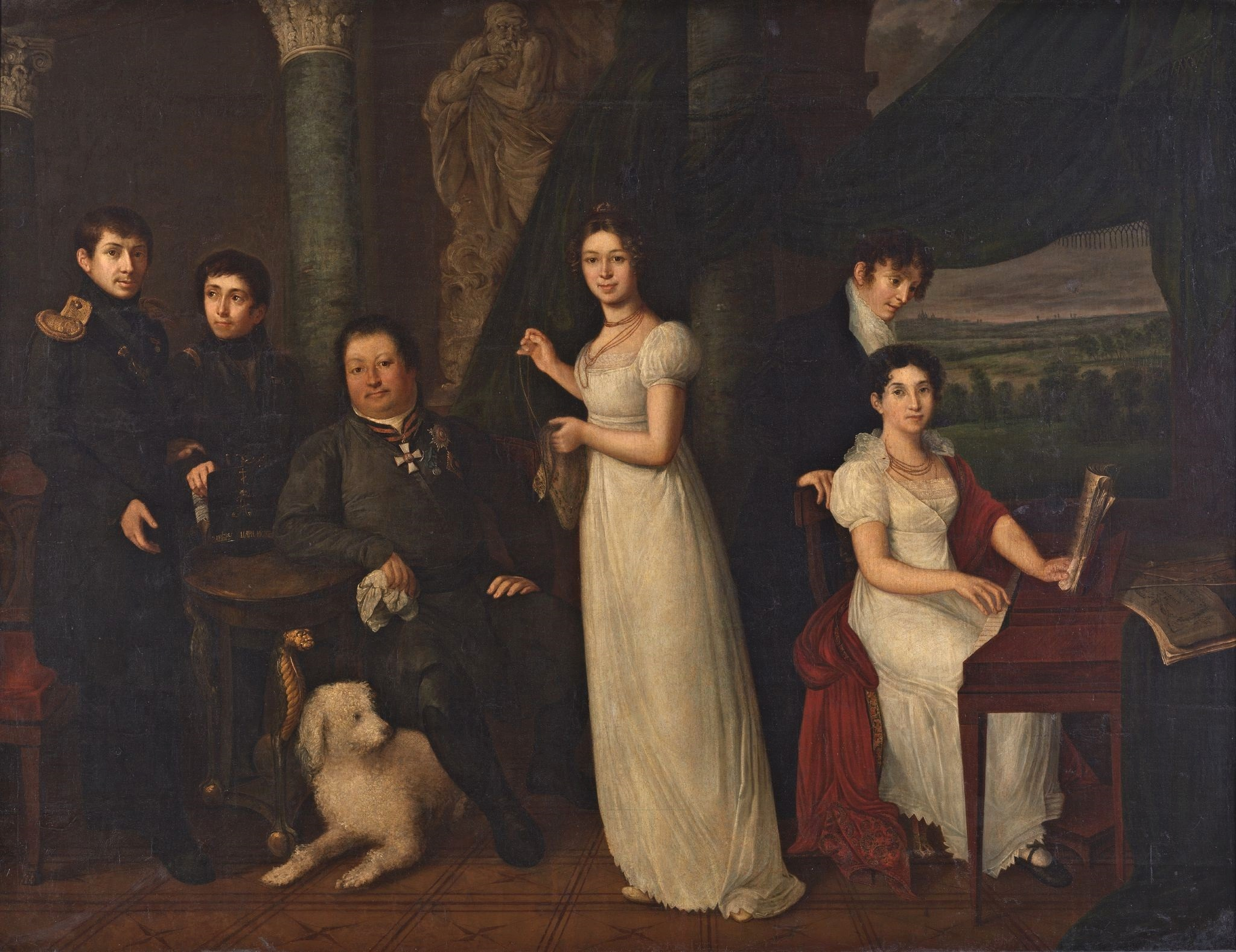
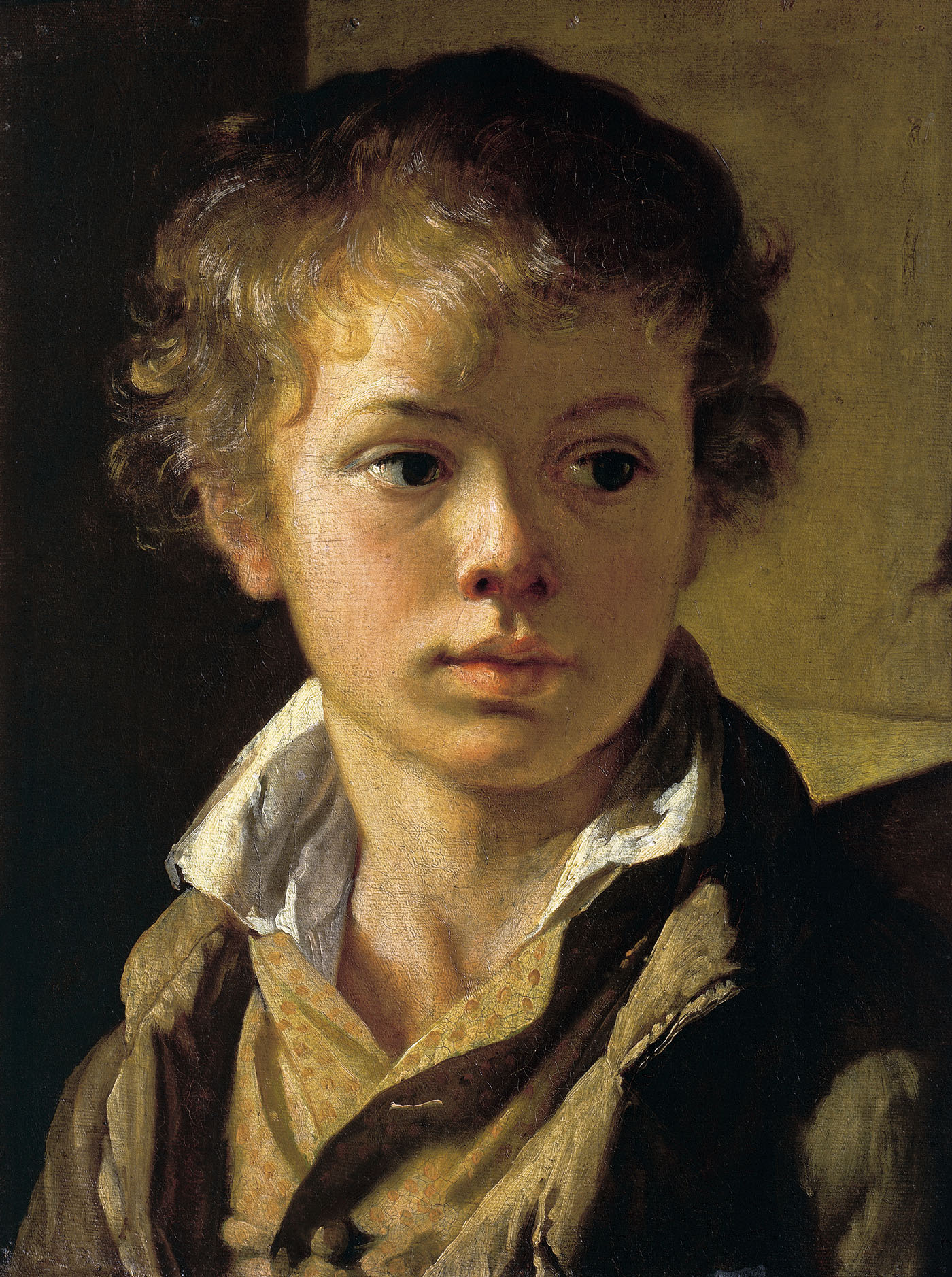
آرسنی تروپینین، فرزند واسیلی تروپینین
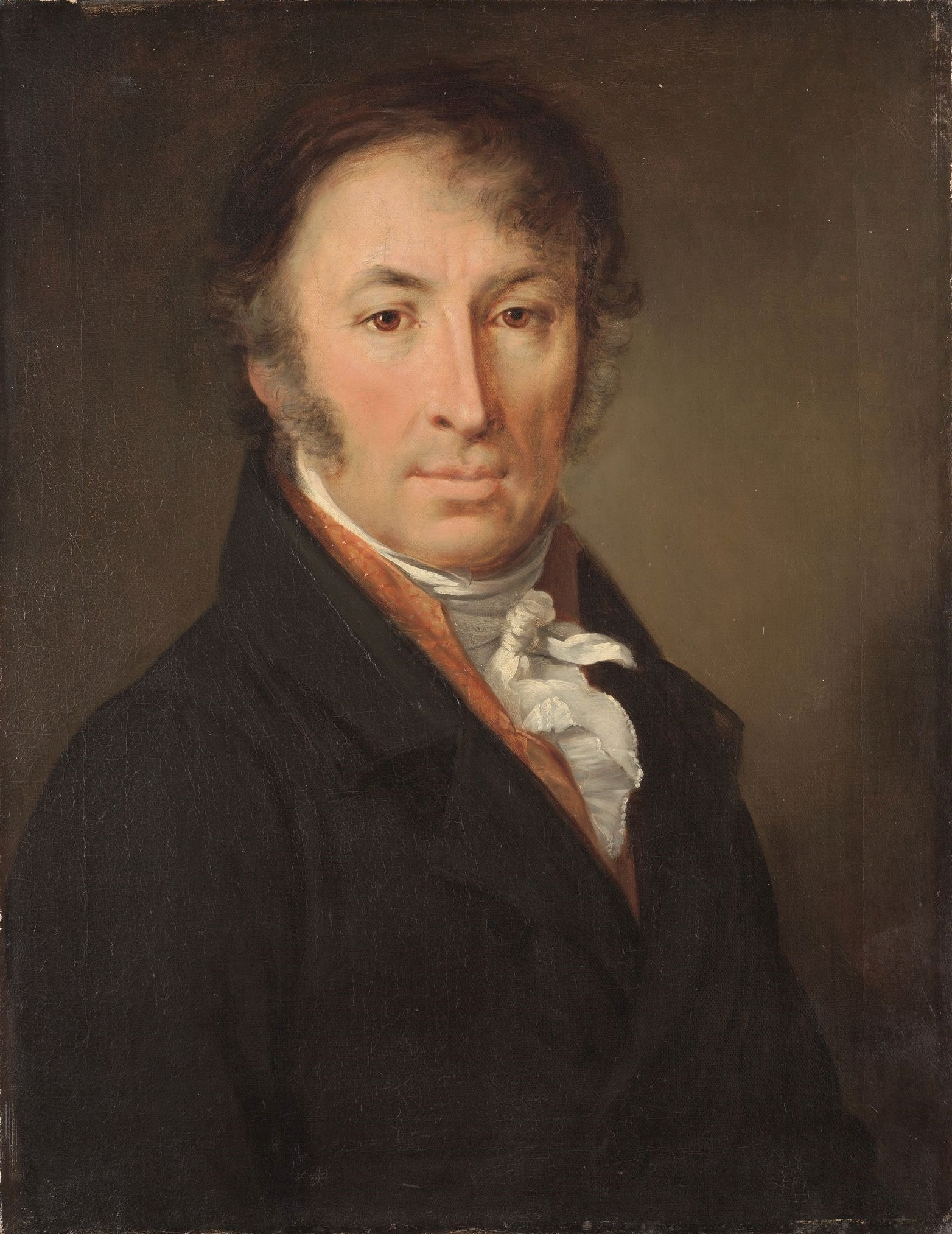
نیکولای کارامزین
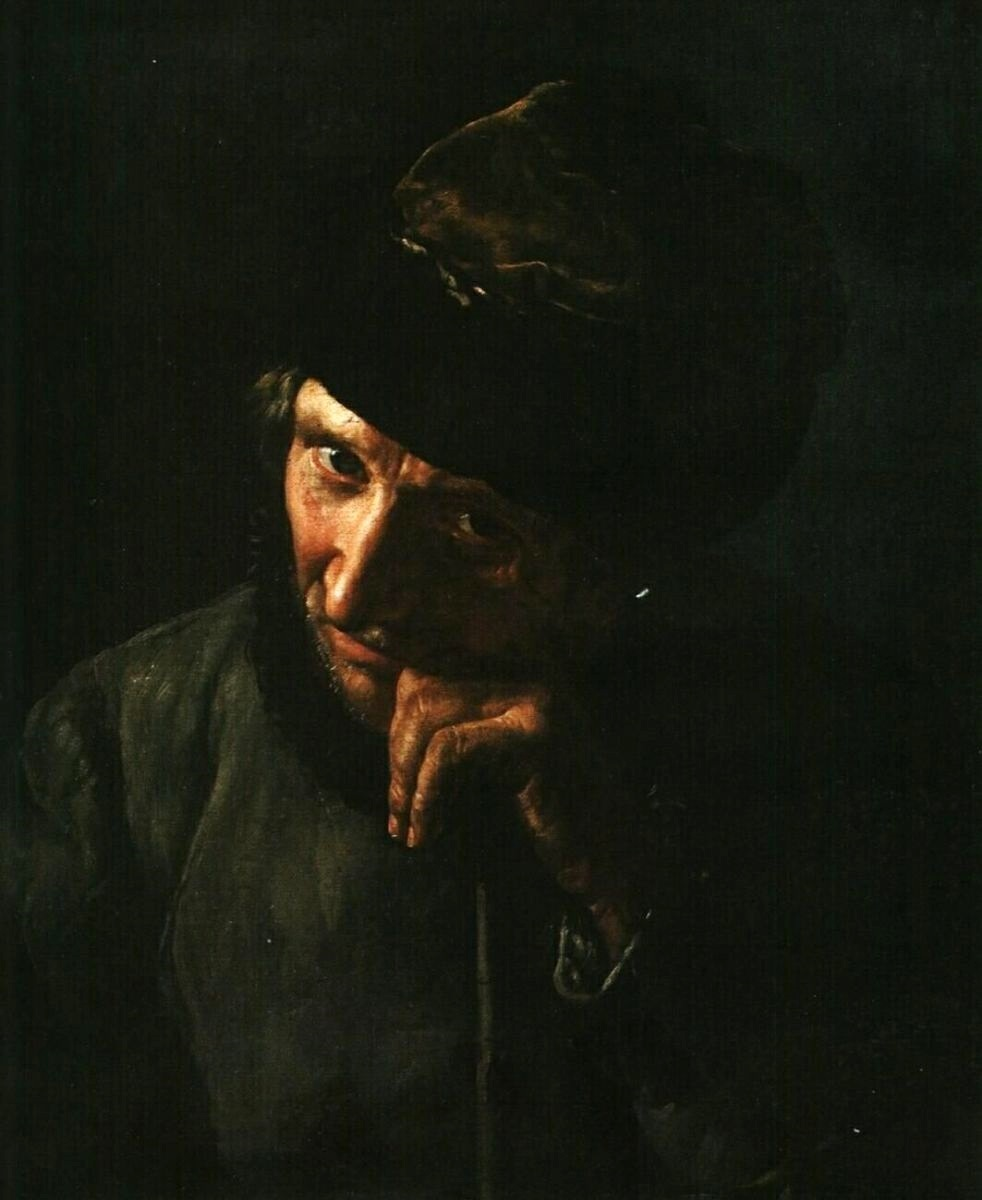
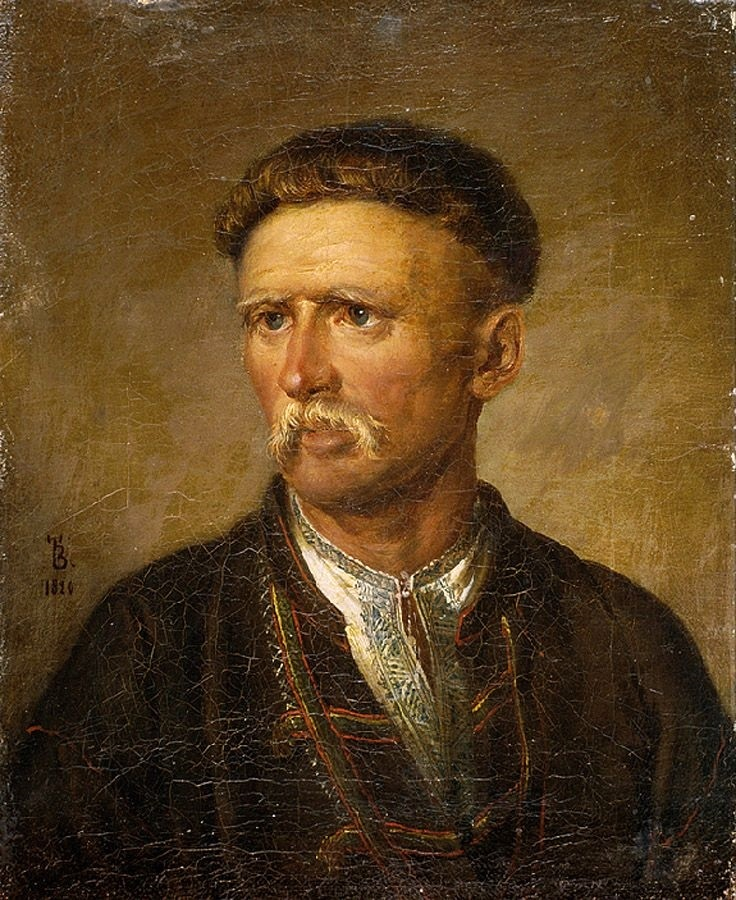
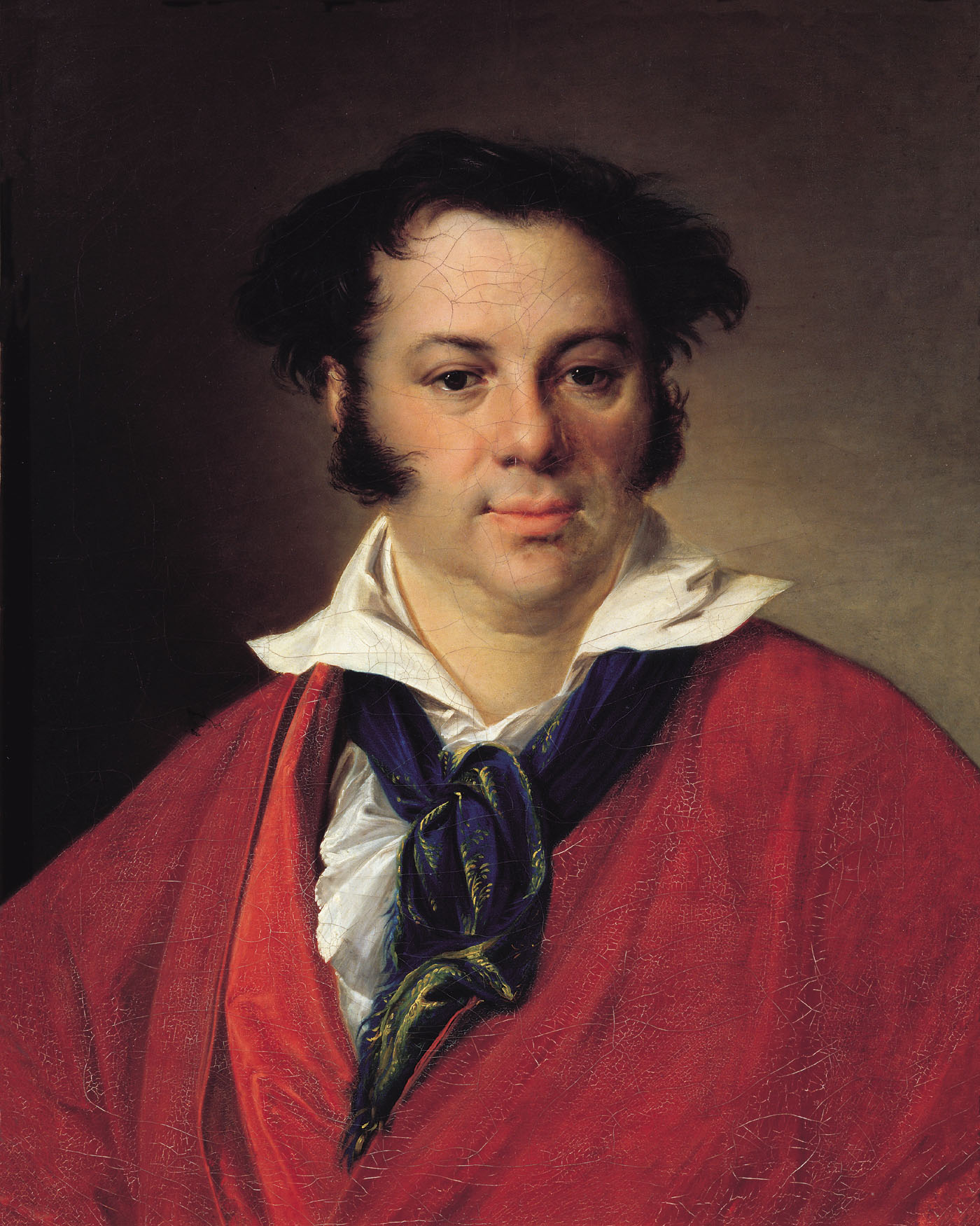
کنستانتین راویچ
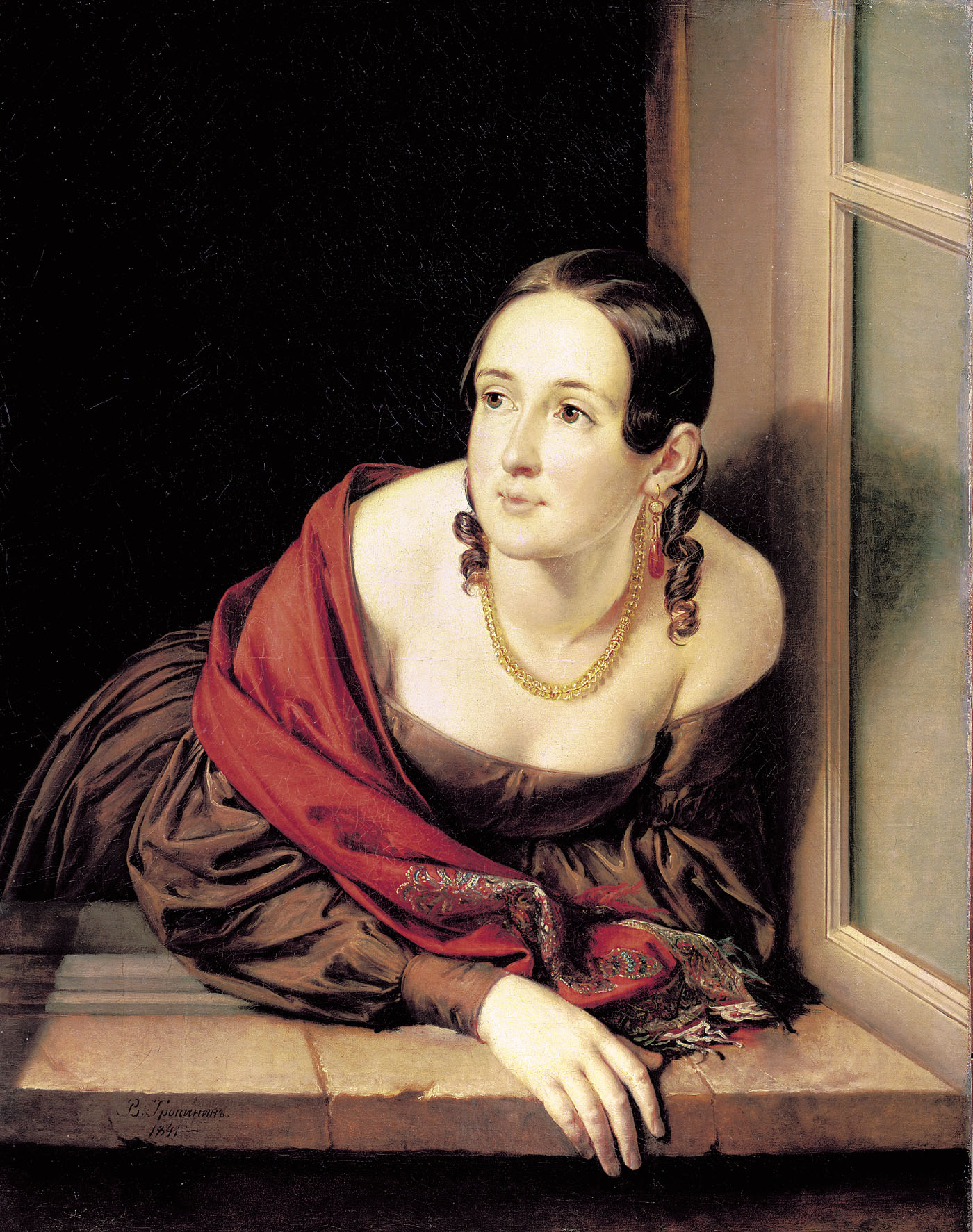
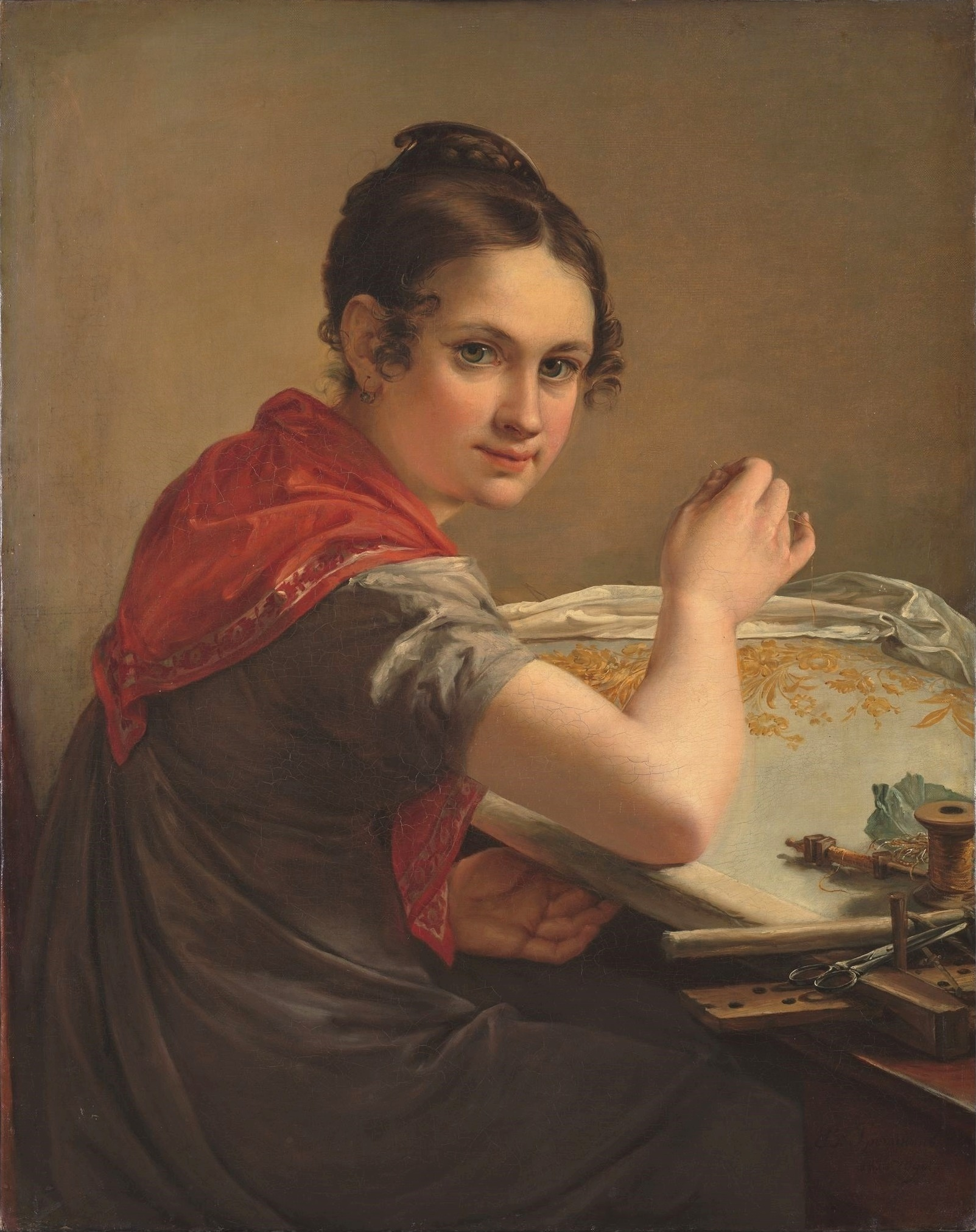
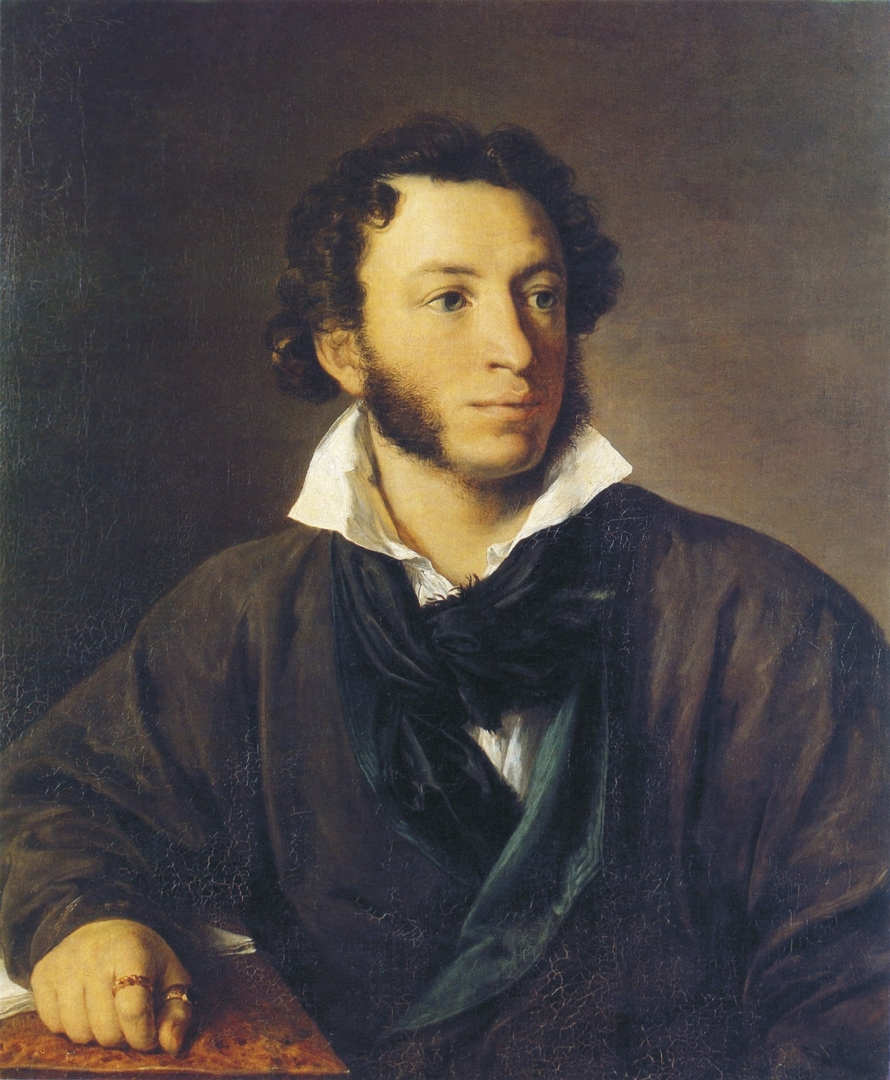
الکساندر پوشکین
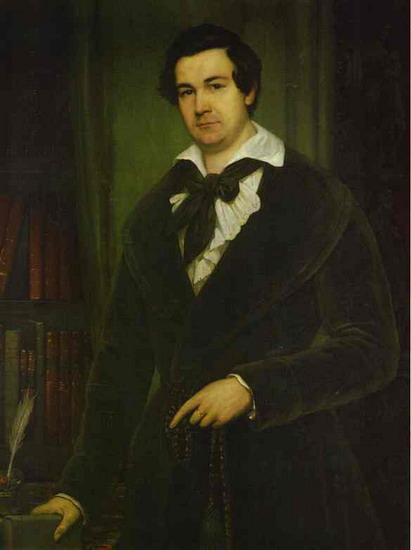
واسیلی کاراتیگین
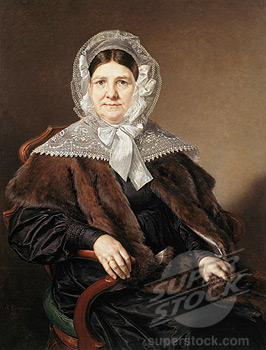